# Iunius Quartus Palladius
Iunius Quartus Palladius war ein spätantiker weströmischer Politiker des 5. Jahrhunderts.
Palladius stammte aus einer vornehmen Familie. Sein Bruder ließ ihm zu Ehren eine Statue in der Nähe seines Hauses auf dem Aventin aufstellen, deren Inschrift auf dem Sockel Palladius’ Karriere in allen Einzelheiten beschreibt.
Zu Beginn seiner Ämterlaufbahn war er Quästor und Prätor als Kandidat, dann tribunus et notarius und comes sacrarum largitionum (wahrscheinlich 408/409) am kaiserlichen Hof. 410 war er Prokonsul (Statthalter) Africas. Im Jahr 416 wurde er zusammen mit Kaiser Theodosius II. Konsul. Am 7. Januar übernahm er zudem das Amt des Prätorianerpräfekten von Italien, Illyrien und Africa, welches er sechs Jahre lang innehatte (mindestens bis zum 28. Juli 421). Am 30. April 418 erhielt er ein Gesetz des weströmischen Kaisers Honorius, das ihn anwies, die Pelagianer aus Rom zu vertreiben; später erließ er gemeinsam mit anderen Präfekten ein Gesetz gegen die Pelagianer.
Palladius führte die Ehrentitel vir clarissimus und vir illustris und war vierfacher Gesandter des Senats.
Er ist wahrscheinlich jener Palladius, der sich im Jahr 408 während der ersten Belagerung Alarichs in Rom aufhielt. Zosimos berichtet dazu: „Palladius wurde beauftragt, das Vermögen eines jeden nach seinem Besitz zu bewerten, um die für den von Alarich geforderten Tribut benötigte Summe aufzubringen. Er konnte jedoch die gesamte Summe nicht vollständig einziehen, sei es wegen des Widerstands der Bürger oder anderer Schwierigkeiten. Folglich wurden die Verzierungen und Schätze der heidnischen Tempel in Rom genommen, um den Fehlbetrag auszugleichen.“